# Сачек, Михал
Михал Сачек (чеш. Michal Sáček; род. 19 сентября 1996, Прага) — чешский футболист, полузащитник клуба «Ягеллония» и сборной Чехии.

## Клубная карьера
Сачек — воспитанник пражской «Спарты». 14 мая 2016 года в матче против «Высочины» он дебютировал за новую команду в Первой лиге. 15 сентября в матче против английского «Саутгемптона» Михал дебютировал в Лиге Европы.

## Международная карьера
В 2017 году в составе молодёжной сборной Чехии Сачек принял участие в молодёжном чемпионата Европы в Польше. На турнире он сыграл в матчах против команд Германии и Италии.
8 сентября 2021 года в товарищеском матче против сборной Украины дебютировал за сборную Чехии.

### Статистика выступлений за сборную
| Матчи за сборную Чехии | Матчи за сборную Чехии | Матчи за сборную Чехии | Матчи за сборную Чехии | Матчи за сборную Чехии | Матчи за сборную Чехии | Матчи за сборную Чехии |
| ---------------------- | ---------------------- | ---------------------- | ---------------------- | ---------------------- | ---------------------- | ---------------------- |
| №                      | Дата                   | Оппонент               | Счёт                   | Голы                   | Соревнование           |                        |
| 1                      | 8 сентября 2021        | Украина                | 1:1                    | -                      | Товарищеский матч      |                        |

## Достижения
«Спарта»
- Обладатель Кубка Чехии: 2019/20